# Эррера, Херман
Херман Густаво Эррера (исп. Germán Gustavo Herrera; род. 19 июля 1983, Гранадеро-Байгоррия, Санта-Фе) — аргентинский футболист, игравший на позиции нападающего.

## Биография
Херман Эррера — воспитанник «Росарио Сентраля», в основном составе которого дебютировал в 2002 году. Спустя два года перешёл в «Сан-Лоренсо де Альмагро». В 2006 году был отдан в аренду в бразильский ««Гремио»».
Эррера выступал за испанский «Реал Сосьедад» в сезоне 2006/07, а затем вернулся в «Сан-Лоренсо», но сыграв только два матча, присоединился к «Химнасии и Эсгриме» (Ла-Плата). Затем он переехал в Бразилию, чтобы сыграть за «Коринтианс» и «Гремио», а в сезоне 2010 года он присоединился к «Ботафого».
В 2016 году вернулся в «Росарио Сентраль».